# 佐村益雄
佐村 益雄（さむら ますお、1882年（明治15年）8月7日 - 1936年（昭和11年）3月8日）は、大日本帝国陸軍軍人。最終階級は陸軍中将。位階勲等功級は正四位勲二等功五級。

## 経歴・人物
山口県出身。佐村藤太郎の長男。1902年（明治35年）陸軍士官学校第14期卒業。1913年（大正2年）陸軍大学校第25期卒業。
1924年（大正13年）7月に工兵第1大隊長に発令され、翌月、陸軍工兵大佐に昇級。
ついで、1926年（大正15年）3月に参謀本部通信課長、1927年（昭和2年）7月に参謀本部運輸課長を経て、1930年（昭和5年）3月に陸軍少将に進み、工兵監部附に発令される。
のち、1933年（昭和8年）9月に陸軍工兵学校長に転じ、1934年（昭和9年）3月に陸軍中将に進級し、1935年（昭和10年）3月に工兵監を経て、1936年（昭和11年）3月7日に教育総監部附となった翌日に没した。墓所は多磨霊園(12-1-13-41)

## 親族
- 岳父：貞永恭一（華浦銀行頭取）[7]